# مجرای گوش

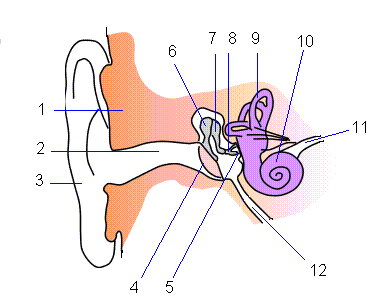
بخش‌های گوش: ۱-جمجمه ۲-مجرای گوش ۳-لاله ۴-پرده ۵-دریچهٔ بیضی ۶-استخوان چکشی ۷-استخوان سندانی ۸-استخوان رکابی ۹-دالان ۱۰-حلزون ۱۱- عصب شنوایی ۱۲-لوله استاش.

مجرای گوش (به لاتین: meatus acusticus externus) مجرایی درون گوش است که گوش بیرونی را به گوش میانی متصل می‌کند. در بزرگسالان مجرای گوش از لاله گوش به پرده صماخ ادامه می‌یابد و معمولاً دارای طولی برابر ۲٬۵ سانتی‌متر و قطر برابر ۰٬۷ سانتی‌متر می‌باشد، دارای شکل هلالی در برش طولی و شکلی بیضوی در برش عرضی است و در کل از جهت پسین و بالایی سر به سمت پیشین و زیرین سر امتداد می‌یابد. مجرای گوش به وسیله عقب و بالا کشیدن لاله گوش مستقیم می‌گردد.
مجرای گوش یک مسیر کاملاً مستقیم نیست بلکه دو خمیدگی دارد که حالت s شکلی را ایجاد کرده‌اند. این انحناها معمولاً مشاهده پرده گوش را مشکل می‌کنند بنابراین لازم است یش از مشاهده داخل گوش به وسیله گوش‌بین (اتوسکوپ) مسیر مجرا را مستقیم کنیم. گوش‌بین یک وسیله آشنایی است که برای معاینهٔ گوش مورد استفاده قرار می‌گیرد.

## ساختار
مجرای گوش انسان شامل ۲ بخش اصلی می‌باشد. بخش بیرونی غضروفی انعطاف‌پذیر که یک سوم کل مجرای گوش را تشکیل می‌دهد و در اصل ادامه‌ای از ساختار غضروفی لاله گوش می‌باشد. بخش بیرونی دارای ساختار غضروفی در دیواره‌های زیرین و پیشین و ساختاری شامل پروتئین‌های ساختاری در دیواره‌های بالایی و پسین این بخش می‌باشد. بخش دیگر مجرای گوش، بخش درونی استخوانی می‌باشد که دو سوم دیگر مجرای گوش را تشکیل می‌دهد و در کودکان بسیار کوچکتر می‌باشد و در نوزادان تنها به شکل حلقه‌ای کوچک (به لاتین: annulus tympanicus) است.
مجرای گوش به وسیلهٔ پوستی که محکم به آن چسبیده است پوشیده می‌شود. اگر چه ۳/۱ خارجی گوش با ۳/۲ داخلی آن تفاوت‌های زیادی در مقایسه با هم دارند. جنس ۳/۱ خارجی آن از غضروف و باقی مانده کانال گوش از جنس استخوان می‌باشد. قسمت استخوانی مجرای مشتق شده از:
۱) بخش صماخی استخوان گیجگاهی که کف، دیواره قدامی و هم چنین دیواره زیرین‌پسین (تحتانی-خلفی) مجرا را تشکیل می‌دهد.
۲) بخش فلسی استخوان گیجگاهی که سقف و بخشی از دیوارهٔ خلفی را تشکیل می‌دهد.
۳) برآمدگی قسمت فک پایین که در تشکیل دیواره پیشین‌زیرین (قدامی–تحتانی) در مفصل گیجگاهی‌زیرواره‌ای (تمپورومندیبولار) شرکت می‌کند.
قسمت غضروفی شامل موها و توزیع گسترده‌ای از غدد چربی (sebaceous) و چرک‌پرور (ceruminous) می‌باشد اما این پوشش برای قسمت استخوانی کانال وجود ندارد. غدد چریس هم چنین در صدفک (concha) نیز وجود دارند. این ترشحات به روان‌سازی و عملکرد ضدباکتریایی کمک می‌کنند و هم چنین گوش را در برابر خاک و شن وسایر مواد خارجی و حشرات محافظت می‌نمایند.

## نابهنجاری‌ها
- گرفتگی (به انگلیسی: Atresia) مجرای گوش
- بیرون زدگی استخوان در اثر سایش پوست مجرای گوش
- کلستئاتوم (در اثر رشد بیش از اندازهٔ اپیتلیوم سنگفرشی کراتینیزه شده در گوش میانی و زائده ماستوئیدی)
- درماتیت تماسی (در اثر تماس پوست با آلرژن‌ها و محرک‌های شیمیایی)
- رشد قارچ در گوش
- رشد هیره در گوش
- لیسه زدگی (به انگلیسی: Myiasis) (رشد کرم حشره درگوش)
- رشد گرانولوم به شکل جوشگاه (اغلب یکی از عوارض استفاده از لوله تهویه گوش (به انگلیسی: Tympanostomy tube))
- التهاب گوش بیرونی (به لاتین: Otitis externa) در اثر عفونت
- تنگی (پزشکی) مجرای گوش

## جرم گوش
جرم گوش ماده‌ای زرد رنگ و چرب بوده و دارای حالت چسبندگی است که برای نرم نگهداشتن و حفظ سلامت مجرای گوش خارجی ضروری می‌باشد. جرم گوش دارای خاصیت اسیدیته می‌باشد که مانع از رشد باکتری و قارچ می‌شود. جرم گوش به‌طور طبیعی و خودبه‌خود به سمت بیرون گوش حرکت می‌کند و از مجرای گوش خارج می‌شود بنابراین نیازی به دستکاری برای خروج آن از گوش وجود ندارد. البته در برخی از موارد، ترشح بیش از حد به‌خصوص در افراد مستعد موجب انسداد گوش و کاهش شنوایی می‌شود که در این صورت بایستی بیمار جهت شستشوی گوش و اقدام‌های لازم به پزشک مراجعه کند.

## نگارخانه

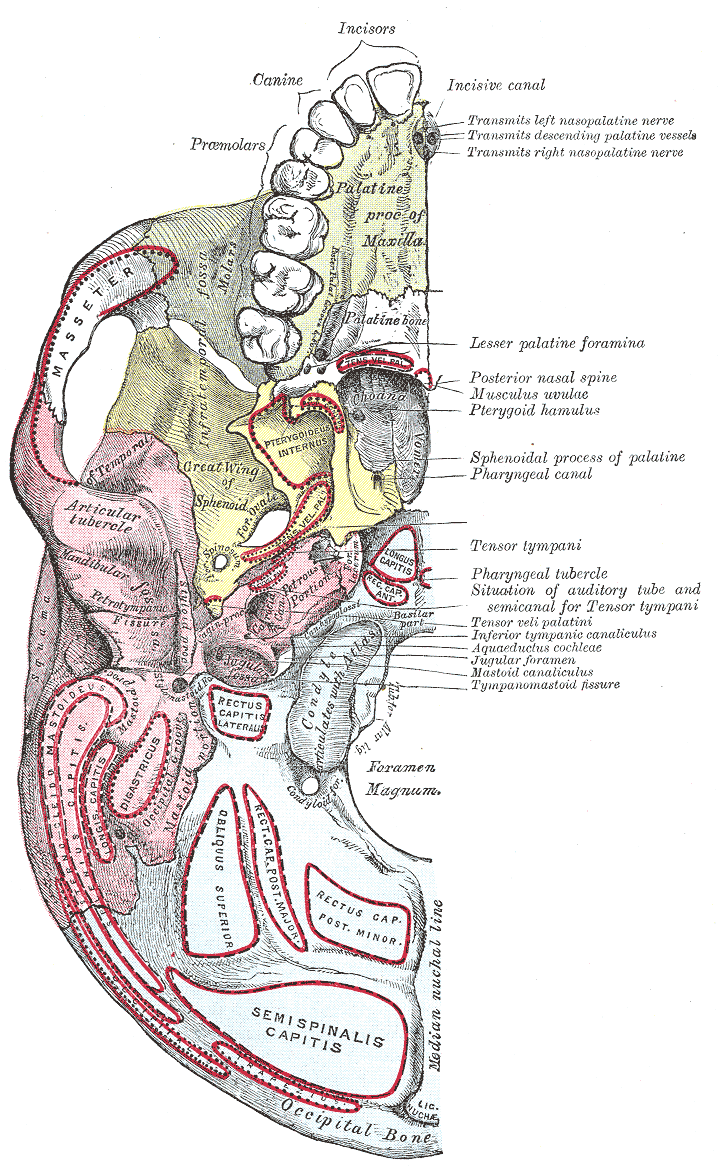
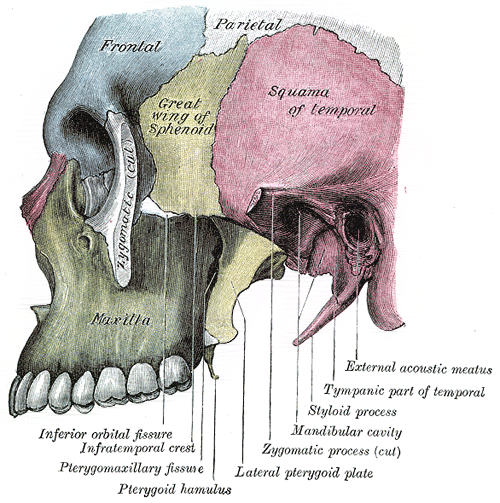
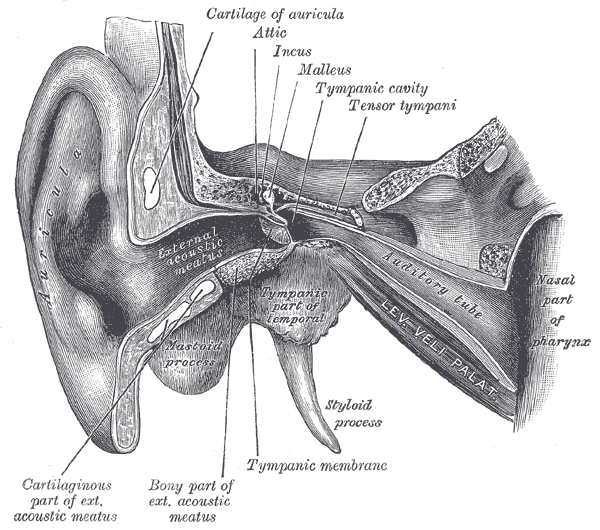
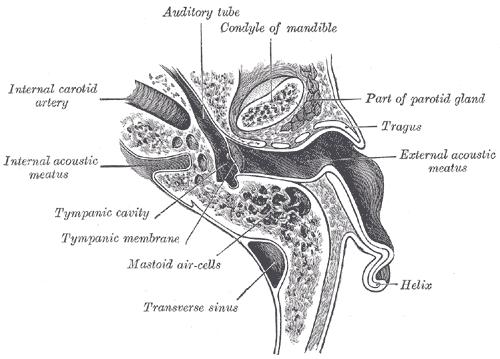
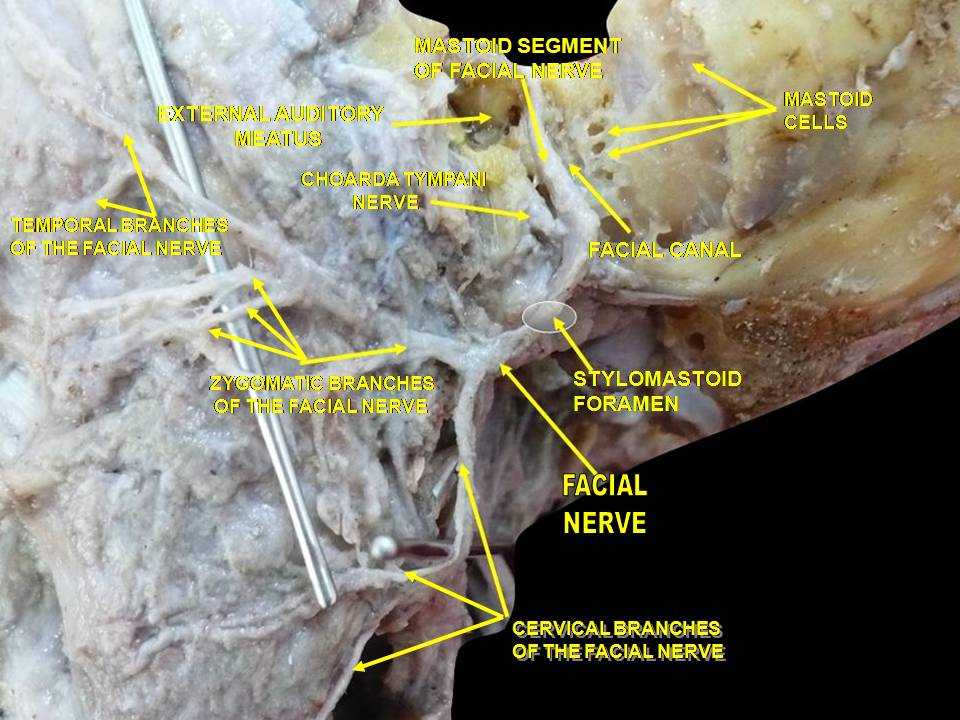